# Жак Кюжа
Жак Кюжа (фр. Jacques Cujas; в латинізованій формі Якоб Куяцій або просто Куяцій — Jacobus Cujacius / Jacobi Cujacii J.C. чи Cuiacius,  Cuiacio Parisiis; 1522, Тулуза — 4 жовтня 1590, Бурж) — французький правознавець доби Відродження, один з найвідоміших представників історико-філологічної школи вивчення римського права (т. зв. школи елегантної юриспруденції). В літературі отримав почесне прізвисько "князя романістів".

## Біографія
Народився в Тулузі в родині суконника. Вивчав право та древні мови в університеті Тулузи.
|  |  |  |

Новаторські методи дослідження та викладання римського права принесли популярність Куяцію, але спричинили неприязнь до нього серед консервативної тулузької професури – прихильників догматичних шкіл Аккурсія і Бартола, через що йому відмовили в наданні кафедри римського права в Тулузькому університеті ( в 1554 р.).
Викладав римське право в університетах Буржа (1555 – 1557), Валанса (1558 – 1559), знову Буржа (1559 – 1566), Турина (1566 – 1567), знову Валанса (1567-1575). В 1573 р. Карл IX Валуа призначив Куяція канцлером парламенту (місцевого виконавчого і судового органу) в Гренобль. З 1575 повернувся викладати в Бурж, де й жив до смерті.

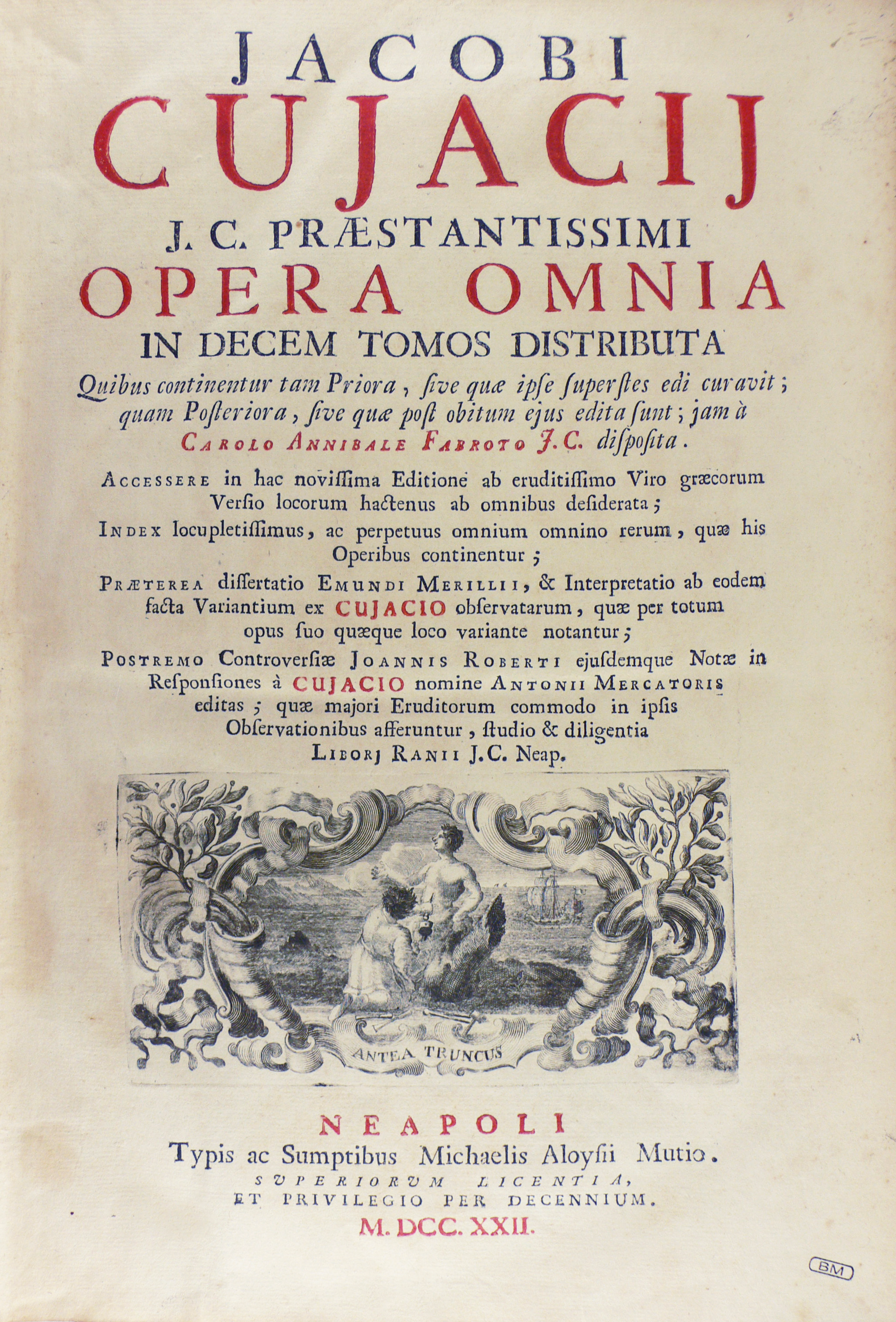
Opera omnia, 1722.

Гуманістична школа французьких юристів без сумніву підготувала ґрунт для раціоналістичного приватно-правового напряму в континентальній юриспруденції. Шляхом широкого застосування історичного методу в праві Куяцій запропонував бачити в праві не тільки писаний розум (ratio scripta), але й освічений природний розум (ratio naturalis), він розглядав римське право в тісному зв'язку з життям римської доби, яке він добре знав завдяки досконалому знанню  латинської та грецької мов. Куяцій замість казуїстичного тлумачення, притаманного догматикам (Донелл), віддавав перевагу розумінню духу і смислу права. Куяцій вперше відділив теорію (історичну реконструкцію  позитивного права) від догми права (тлумачення і систематизація позитивного права). Якоб Куяцій був чудовим знавцем як Юстиніанівського,  так і доюстиніанівського права, тлумачення якого (часто інтуїтивне, зроблене в тісному зв'язку з ходом суспільного розвитку) він дав у своїх численних працях.
Видавець Фабро (Fabrot) зібрав та опублікував повне видання численних праць Куяція (Париж 1568, перевидано 1874 р. в 9-ти тт.).